# 梅拉妮·西亚斯
梅拉妮·西亚斯（英語：Melanie Iglesias，1986年6月18日—）出生于美国纽约州纽约市，为美国著名歌手、模特儿。

## 简介
1986年，梅拉尼·西亚斯出生于美国纽约州纽约市，她是菲律宾、西班牙、意大利、巴西与波多黎各5个国家血统混血儿。

## 作品
- 《梅拉妮西亚斯的翻页书》[1]

## 奖项
2010年，荣获《美信》杂志（Maxim）最辣代表城市美女总冠军。